# Григоре II Гіка
Григоре Гіка ІІ (рум. Grigore II Ghica, *1690 — †1752) — Господар Молдавського князівства в 1726-1733, 1735-1739, 1739-1741 і 1747-1748 роках.

## Біографія
Григоре Гіка II був нащадком славного сімейства, його батько Матей Гіка, мати — Руксандра Маврокордат, дочка Александра Маврокордата, колишнього драгомана.
Він рано залишився без батька і виховувався дідом, Александру Маврокордатом, завдяки якому отримав гарну дипломатичну підготовку. За наполяганням свого діда, вивчав іноземні мови (за деякими джерелами він говорив грецькою, латинською, турецькою, італійською, французько та румунською мовами). Саме його знання та високі дипломатичні навички дозволили з  1716 по 1726 рік обіймати посаду Високого Драгомана, перейнявши пост від свого дядька Йоана Маврокордата. 
У 1726 року Григоре Гіка перший раз був призначений господарем Молдавії за підтримки Ніколаоса Маврокордатоса, що добився зміщення Міхая Раковіце.
Григоре II Гіка є один з двох господарів Молдовського князівства, що правив з перервами 4 рази:
1. вересень 1726 — квітень 1733;
2. листопад 1735 — вересень 1739;
3. жовтень 1739 — вересень 1741;
4. квітень 1747 — лютий 1748.

Григоре II Ґіка помер 23 серпня 1752 роки і був похований у монастирі св. Пантелеймона.